# 언어압박
언어압박(pressure of speech 혹은 pressured speech)은 빠르고 중단 없이 정신 없이 말을 쏟아내며, 소리 크기와 리듬이 불규칙하고, 우원증(circumstantiality)도 어느 정도 보이는 말하기를 말한다. 비상 사태라는 것의 느낌이나 정동(affect)을 해석하고 표현하는 것이 어렵다. 이는 양극성 장애, 사고 장애, 스트레스 관련 장애와 같은 특정 정신 장애(mental disorder)의 신경심리학적(neuropsychological) 증상이다.

## 설명
언어압박은 끊임없이 빠르게 때로는 크게 쉼없이 이야기하는 것이다. 이러한 증상을 보이는 사람들은 타인이 말하고 싶어하는 언어적 비언어적 단서에 반응하지 않고, 한 청자에서 다른 청자로 옮기거나, 심지어 청자가 없을 때에도 말한다.

## 원인

### 정신 장애 증상
양극성 장애 환자에게 있어 언어압박은 주로 경조증 삽화(hypomanic episode)와 조증 삽화(manic episode)를 보일 때 나타난다.
또한 외상후 스트레스 장애(PTSD)로 인한 급성 혹은 만성 과잉 스트레스(over-stress) 때문에 발생하기도 한다. 사고 비약(flight of ideas)과 같은 사고장애(thought disorder)의 증상은 우원증이나 이탈언어(tangential speech) 수준으로 언어압박을 유도할 수 있다.
 또한 불안 장애, 주의력결핍 과잉행동장애(ADHD), 자폐 스펙트럼 장애(autism spectrum disorder), 조현병의 직간접적 증상이기도 하다.

### 각성제
코카인이나 암페타민과 같은 각성제(stimulant)는 이전부터 정신병이 있었던 이들에게 언어압박과 유사한 발화법을 야기하고 보통은 경조증이나 조증 증상을 유발하는데, 이는 약물 자체의 특성때문이기도 하지만, 당사자의 정신의 기저적 본성때문이기도 하다. 많은 정신 장애에 있어 특정 약물을 사용하면 특정 증상의 발현이 증폭되는데, 각성제가 유도하는 언어압박은 그 중 하나이다.

## 효과
언어압박은 예를 들어 환자들이 자신의 사고를 입으로 말할 수 있는 능력보다 더 빠르게 자신을 표현하기를 원할 때 말더듬증(stuttering)을 유발할 수 있다.

## 관련 증상
- 속화증(cluttering)은 말을 빨리 하는 사람의 발음이 제대로 되지 않는다는 점에서 언어압박과 관련이 있는 발화장애(speech disorder)이다. 그러나 속화증은 언어장애(language disorder)와는 구분된다. 속화증이 거의 언어압박처럼 들리지만, 언어압박은 불안이 근원이라면 속화증은 그렇지 않다.
- 언어압박은 속어증(tachylalia) 혹은 빠른 말하기(rapid speech)의 한 사례이다. 또한 언어압박은 아지톨라리아(agitolalia), 아지토파시아(agitophasia), 타키파시아(tachyphasia), 단어광(verbomania)과도 관련있다..
- 우원증(circumstantial speech 혹은 circumstantiality)은 대화 초점이 이리저리 떠다니는 의사소통 장애(communication disorder)이다.[12] 우원증에서 불필요한 디테일과 주제와 무관한 진술은 핵심으로 다가가는데 지연을 일으킨다.[13]

## 같이 보기
- 경주 사고
- 다변증
- 사고이탈
- 사고 장애
- 속화증
- 실어증
- 실인증
- 양극성 장애
- 우원증
- 조증
- 청각정보처리장애